# Thing-Fish
Thing-Fish es un álbum conceptual del músico y compositor estadounidense Frank Zappa, concebido como un musical de Broadway que nunca llegó a estrenarse. Entre los temas que se abordan en el álbum están la dominación blanca en el teatro de Broadway, el SIDA, la eugenesia, las teorías conspirativas, el feminismo, la homosexualidad y la cultura afroamericana. La historia gira en torno a un malvado y racista príncipe/crítico de teatro, que desarrolla una enfermedad con la que pretende eliminar a todos los afroamericanos y homosexuales. Dicha enfermedad es testeada en un laboratorio secreto, usando prisioneros como conejillos de indias, que luego de ser inoculados se convierten en "Mammy Nuns", las que son dirigidas por Thing-Fish, el narrador. La historia dentro de la historia es una sátira a una pareja blanca anglosajona protestante, Harry y Rhonda (interpretados en realidad por italo-americanos), que asisten a una obra de teatro montada por las "Mammy Nuns", donde se enfrentan con su pasado: Harry es representado como un niño homosexual y Rhonda es mostrada como una muñeca hinchable que cobra vida. En su crítica, Zappa, exagera haciendo ver que ser gay en los años 1980 era una moda de yuppies.
La historia fue construida durante las sesiones de grabación, en donde se incluyeron nuevos overdubs para temas que ya habían aparecido previamente en álbumes como "Zoot Allures", "Tinseltown Rebellion", "You Are What You Is" y "Ship Arriving Too Late To Save A Drowning Witch". El lanzamiento del disco se retrasó cuando el sello MCA, distribuidor de Barking Pumpkin Records, se negó a comercializarlo en los Estados Unidos. Finalmente, Capitol Records se encargó de  distribuir la placa, que iba acompañada de una "Advertencia / Garantía" escrita por el propio Zappa. "Thing-Fish" tuvo inicialmente una mala recepción por parte de la crítica, que reprobó el uso de material previamente grabado, pero desde entonces ha sido reivindicado por su contenido altamente satírico. Es el lanzamiento oficial #41 de Frank Zappa.

## Lanzamiento original (triple LP)

### Cara 1
1. "Prologue"  – 2:56
2. "Mammy Nuns"  – 3:31
3. "Harry and Rhonda"  – 3:36
4. "Galoot Up-Date"  – 5:27

### Cara 2
1. "'Torchum' Never Stops"  – 10:32
2. "That Evil Prince"  – 1:17
3. "You Are What You Is""  – 4:31

### Cara 3
1. "Mudd Club"  – 3:17
2. "Meek Shall Inherit Nothing"  – 3:14
3. "Clowns on Velvet"  – 1:51
4. "Harry-as-a-Boy"  – 2:34
5. "He's So Gay"  – 2:44

### Cara 4
1. "Massive Improve'lence"  – 5:07
2. "Artificial Rhonda"  – 3:32
3. "Crab-Grass Baby"  – 3:48
4. "White Boy Troubles"  – 3:34

### Cara 5
1. "No Not Now"  – 5:49
2. "Briefcase Boogie"  – 4:10
3. "Brown Moses"  – 3:01

### Cara 6
1. "Wistful Wit a Fist-Full"  – 4:00
2. "Drop Dead"  – 7:56
3. "Won Ton On"  – 4:19

## Reedición (1995 en CD)

### Disco 1 (Parte I)
1. "Prologue"  – 2:56
2. "The Mammy Nuns"  – 3:31
3. "Harry and Rhonda"  – 3:36
4. "Galoot Up-Date"  – 5:27
5. "'Torchum' Never Stops"  – 10:32
6. "That Evil Prince"  – 1:17
7. "You Are What You Is"  – 4:31
8. "Mudd Club"  – 3:17
9. "Meek Shall Inherit Nothing"  – 3:14
10. "Clowns on Velvet"  – 1:51
11. "Harry-as-a-Boy"  – 2:34
12. "He's So Gay"  – 2:44
13. "Massive Improve'lence"  – 5:07
14. "Artificial Rhonda"  – 3:32

### Disco 2 (Parte II)
1. "Crab-Grass Baby"  – 3:48
2. "White Boy Troubles"  – 3:34
3. "No Not Now"  – 5:49
4. "Briefcase Boogie"  – 4:10
5. "Brown Moses"  – 3:01
6. "Wistful Wit a Fist-Full"  – 4:00
7. "Drop Dead"  – 7:56
8. "Won Ton On"  – 4:19

## Personal

### Elenco
- Thing-Fish—Ike Willis
- Harry—Terry Bozzio
- Rhonda—Dale Bozzio
- The Evil Prince—Napoleon Murphy Brock
- Harry-As-A-Boy—Bob Harris
- Brown Moses—Johnny "Guitar" Watson
- Owl-Gonkwin-Jane Cowhoon—Ray White

### Músicos
- Frank Zappa – arreglista, compositor, director, voz, productor, Synclavier, guitarra
- Tommy Mars – teclados, voz
- David Ocker – Synclavier
- Mark Pinske – ingeniero
- Scott Thunes – voz, bajo
- Johnny "Guitar" Watson – voz, actor
- Ray White – voz, actor, guitarra
- Chuck Wild – piano
- Jay Anderson – contrabajo
- Ed Mann – percusión
- Chad Wackerman – batería, voz
- Ike Willis – voz, actor, guitarra
- Dale Bozzio – voz, actor
- Arthur Barrow – bajo
- Terry Bozzio – batería, voz, actor
- Napoleon Murphy Brock – voz, actor
- Steve DeFuria – Synclavier
- Bob Harris – teclados, voz, actor
- Steve Vai – guitarra

### Producción
- Bob Fletcher – diseño de verstuario
- Ladi Von Jansky – fotografía
- Bob Stone – ingeniero de sonido